# Christmas Tree Farm
聖誕樹農場是美國創作歌手泰勒·斯威夫特的一首歌曲，於2019年12月6日由聯眾唱片發行。這首歌由斯威夫特創作，斯威夫特與吉米·納佩斯共同製作。這首歌作為聖誕單曲發行，這是斯威夫特在2010年代中發行的第一首聖誕單曲，上一首聖誕單曲是於2007年發行的去年聖誕節。

## 背景及發行
斯威夫特在2019年的感恩節那週12月1日寫這首歌，隔天進錄音室錄歌。斯威夫特於12月5日在她的社群網站及早安美國公布這首歌即將於隔天發行。12月6日發行這首歌及其音樂錄影帶及歌詞錄影帶。

## 詞曲
聖誕樹農場是由斯威夫特創作，並由她與吉米·納佩斯共同製作。這首歌總長3分48秒。這首歌分為兩個部分，前奏以較慢的節奏開始，並經過一系列的3種拍號
, 
及
。此後，歌曲的主要部分開始播放，並大部分表現出快節奏的搖擺感， 斯威夫特以D3至G5之間的歌聲在G大調的音調中進行演唱。

## 音樂錄影帶
這首歌的音樂錄影帶的導演及製作人為斯威夫特。聖誕樹農場這個地方及音樂錄影帶出現的松嶺農場在宾夕法尼亚州伯克斯縣庫姆魯鄉，這些地方是斯威夫特搬去賓州懷奧米辛及田纳西州纳什维尔之前的童年成長回憶及地方。在音樂錄影帶中出現的人物包括斯威夫特、她的弟弟奧斯汀及她的父母史考特及安德里。

## 評價
綜藝雜誌的克里斯·威爾曼認為這首歌「如家般的氣氛」，並補充說，這首歌的製作「精心編排以最大程度地增加節日的快樂」。ELLE雜誌的艾麗莎·貝利用「私人、歡樂和浪漫」的歌詞將這首歌描述為「具有感染力的流行樂節日歌曲」。

## 榜單
| 各國音樂榜單（2019年）                 | 最高名次 |
| -------------------------------------- | -------- |
| 澳大利亞（澳大利亚唱片业协会榜）       | 96       |
| 比利时佛兰德（Ultratip榜外單曲榜）     | 28       |
| 加拿大（Canadian Hot 100）             | 55       |
| 加拿大（《告示牌》Canada AC）          | 13       |
| 加拿大（《告示牌》Canada Hot AC）      | 40       |
| 克羅埃西亞（克羅埃西亞電台榜）         | 58       |
| 匈牙利（四十強單曲榜）                 | 29       |
| 愛爾蘭（愛爾蘭唱片音樂協會单曲榜）     | 51       |
| 紐西蘭（新西兰唱片音乐协会熱門單曲榜） | 9        |
| 蘇格蘭（官方榜单公司單曲榜）           | 16       |
| 英國（官方榜单公司單曲榜）             | 71       |
| 美国（《告示牌》百大單曲榜）           | 59       |
| 美國（《告示牌》成人當代單曲榜）       | 3        |
| 美國（《告示牌》Adult Pop Airplay）    | 40       |
| 美國（《告示牌》百強節慶單曲榜）       | 19       |
| 美國（《滾石》百大單曲榜）             | 65       |

## 發行歷史
| 國家 | 日期           | 格式              | 唱片公司 | 參考   |
| ---- | -------------- | ----------------- | -------- | ------ |
| 全球 | 2019年12月6日  | 數位下載 串流媒體 | 聯眾     | [ 23 ] |
| 英國 | 2019年12月14日 | 成人當代電台      | 聯眾     | [ 24 ] |